# КК Скајлајнерс
КК Скајлајнерс (енгл. Skyliners) немачки је кошаркашки клуб из Франкфурта. Из спонзорских разлога пун назив клуба тренутно гласи Фрапорт Скајлајнерс (Fraport Skyliners). У сезони 2021/22. такмичи се у Бундеслиги Немачке.

## Историја
Клуб је основан 1999. године и од тада је редовни учесник Бундеслиге Немачке. Национални куп освојио је већ 2000. године, а 2004. је постао и првак државе.
На међународној сцени дебитовао је у сезони 1999/00. учешћем у Купу Рајмунда Сапорте и стигао до осмине финала. Након тога одиграо је по неколико сезона у Евролиги, Еврокупу и Еврочеленџу, али ни у једном од ових такмичења није доспео даље од прве групне фазе. Први и за сада једини европски трофеј освојио је у ФИБА Купу Европе за сезону 2015/16. и то након што је у финалу савладао италијански Варезе резултатом 66:62.

## Успеси

### Национални
- Бундеслига Немачке:
  - Првак (1): 2004.
  - Другопласирани (2): 2005, 2010.

- Куп Немачке:
  - Освајач (1): 2000.
  - Финалиста (2): 2004, 2010.

- Суперкуп Немачке:
  - Финалиста (1): 2010.

### Међународни
- ФИБА Куп Европе:
  - Победник (1): 2016.

- Интерконтинентални куп:
  - Финалиста (1): 2016.

## Учинак у претходним сезонама
| Сез.     | Првенство Немачке | Куп Немачке   | Европско такмичење                 | Европско такмичење |
| -------- | ----------------- | ------------- | ---------------------------------- | ------------------ |
| 2009/10. | Вицепрвак         | Финалиста     | —                                  |                    |
| 2010/11. | Полуфинале ПО     | Полуфинале    | ФИБА Еврочеленџ — Топ 32           |                    |
| 2011/12. | 9. место          | —             | Еврокуп — Топ 32                   |                    |
| 2012/13. | 15. место         | —             | —                                  |                    |
| 2013/14. | 11. место         | —             | —                                  |                    |
| 2014/15. | Четвртфинале ПО   | —             | ФИБА Еврочеленџ - Полуфинале       |                    |
| 2015/16. | Полуфинале ПО     | Полуфинале    | ФИБА Куп Европе — Победник         |                    |
| 2016/17. | 10. место         | —             | ФИБА Лига шампиона — Прва рунда ПО |                    |
| 2017/18. | Четвртфинале ПО   | Прва рунда    | —                                  |                    |
| 2018/19. | 11. место         | Полуфинале    | Еврокуп — Топ 16                   |                    |
| 2019/20. | 7. место          | Осмина финала | —                                  |                    |
| 2020/21. | 11. место         | Групна фаза   | —                                  |                    |
| 2021/22. | —                 | Четвртфинале  | —                                  |                    |

## Познатији играчи
- Марио Касун
- Драган Лабовић
- Млађен Шљиванчанин